# Herb gminy Platerów
Herb gminy Platerów – symbol gminy Platerów, ustanowiony w 1999.

## Wygląd i symbolika
Herb przedstawia na tarczy w polu czerwonym trzy srebrne pasy, a na nich błękitny pas z prawa w skos, na którym umieszczono trzy złote pszczoły. Tło tarczy nawiązuje do herbu Plater, którym posługiwali się właściciele Platerowa, a pszczoły przypominają o pierwotnej nazwie ich majątku (Pasieka). 